# 1975年11月7日バングラデシュ・クーデター
1975年11月7日バングラデシュ・クーデター (7 November 1975 Bangladesh coup d'état) は、左翼の陸軍士官たちが、左翼政党ジャティヤ・サマジタントリク・ダルの政治家たちと結託して起こしたクーデター。このクーデターでは、シェイク・ムジブル・ラフマンの暗殺に関わった者たちに対抗して1975年11月3日バングラデシュ・クーデターを主導したカレド・モシャラフ少将が殺害された。また、このクーデターは、ジアウル・ラフマンを自宅軟禁状態から解放し、後に彼が実権を掌握し、大統領になる道を開いた。

## 背景
バングラデシュは1971年のバングラデシュ独立戦争を経て、独立国家となった。社会主義を掲げたバングラデシュ・アワミ連盟のシェイク・ムジブル・ラフマンが、初代のバングラデシュ大統領となった。バングラデシュ大統領シェイク・ムジブル・ラフマンは、1975年8月15日の軍事クーデターで殺された。代わって、コンダケル・モスタク・アフマドが、大統領となった。コンダケル・モスタク・アフマドは、バングラデシュ陸軍の幕僚総長 (the Bangladesh Army chief) にK・M・シャフラー少将を起用し、ジアウル・ラフマン少将を幕僚総長代行 (the deputy Army chief) とした。パキスタンは、シェイク・ムジブル・ラフマンが除かれたことを歓迎し、中国とサウジアラビアはバングラデシュと外交関係を樹立した。幕僚長 (the chief of general staff) であったカレド・モシャラフ准将は、ジアウル・ラフマンに一連の要請をおこない、バングラデシュ陸軍の立て直しを求めたが、ジアウル・ラフマンはそれを実行しようとしない、あるいは、実行し得ないことが明らかになった陸軍部内には不満が広がっており、カレド・モシャラフ准将やシャファート・ジャミル大佐、アブ・タヘル・モハマド・ハイデル中佐ら一部の士官たちは、コンダケル・モスタク・アフマドを権力から排除することを計画した。
コンダケル・モスタク・アフマドは、1975年11月3日の軍事クーデターによって自ら権力の座から降りた。彼は、カレド・モシャラフ准将とA・T・M・ハイデル中佐によって権力から追い落とされたのである。カレド・モシャラフは、コンダケル・モスタク・アフマドに辞任を強いた上で、彼の要求を聞き入れ、シェイク・ムジブル・ラフマンの暗殺者たちがバングラデシュ国外へ安全に脱出できる機会を提供した。暗殺者たちは、バングラデシュから出国する前に、8月15日の軍事クーデターで、ダッカ中央刑務所に投獄されていたアワミ連盟の指導者たちを殺害し、サイド・ナズルル・イスラム元副大統領、ムハンマド・マンスール・アリ元首相、アブル・ハスナット・ムハンマド・カマルザマン元大臣、カンダケル・モスタク・アフマド元首相を殺害した。コンダケル・モスタク・アフマドに代わって、最高裁判所長官だったアブ・サダト・ムハマド・サエムが次の大統領とされた。

## 事件
バングラデシュの軍部内では、カレド・モシャラフ准将とA・T・M・ハイデル中佐が、インドの手先であり、バングラデシュをインドに譲渡しようとしているという噂が広まった。アブ・タヘル大佐は、自分に忠実な兵士たちを組織して、ジアウル・ラフマン少将を首班とする政権を打ち立てようとした。彼らは11月7日にクーデターを決行した。カレド・モシャラフ准将とA・T・M・ハイデル中佐はクーデターに抵抗しようとしたが、失敗し、ふたりとも陸軍の兵士によって殺された。カレド・モシャラフを支持していたコンドカル・ナズムル・フダ大佐も、クーデターで殺された。アブ・タヘル大佐は、1972年9月に陸軍を退役して、ジャティヤ・サマジタントリク・ダルに加わっていた。街頭に出た兵士たちは口々に「神は偉大なり (Nara-e-Takbeer)」、「軍民万歳 (Sepoy-Janata Zindabad)」と叫んでいた。
カレド・モシャラフ准将の死には、アブ・タヘル大佐が関わっていたと思われる節がある。カレド・モシャラフによって自宅軟禁状態に置かれていた幕僚総長のジアウル・ラフマン少将は、解放された。このクーデターは、ジアウル・ラフマンに権力掌握への道を開いた。アブ・タヘル大佐は、1976年7月にジアウル・ラフマン大統領によって絞首刑とされた。

## 遺されたもの
ジアウル・ラフマンは、大統領となった後、バングラデシュ民族主義党を創設し、この日を「国民革命と連帯の日」と定め、毎年祝賀するようになったが、バングラデシュ・アワミ連盟はこの日を「自由戦士殺害の日 (Freedom Fighters Killing Day)」と呼び、逆の評価で記念している。バングラデシュ民族主義党は、この軍事クーデターを民衆の軍事的蜂起としょうしていた。